# Algo tienes
"Algo tienes" é uma canção da cantora pop mexicana Paulina Rubio, para seu sétimo álbum de éstudio Pau-Latina (2004). A canção foi lançada como segundo single do álbum, em 29 de maio de 2004. A canção se tornou um sucesso, ao alcançar a posição de número 4 na parada Hot Latin Songs da Billboard.

## Lançamento e composição
Após o sucesso de "Te Quise Tanto", a canção "Algo Tienes" foi escolhida para ser o segundo single de "Pau-Latina" (2004), lançada no dia 29 de maio de 2004. "Algo Tienes" foi escrita por Chris Rodriguez, Manny Benito, e é uma canção dançante, com batidas de percussão e guitarras, que lembram "Laundry Service" da Shakira, segundo o crítico Johnny Loftus do Allmusic.

## Desempenho nas paradas
| Top (2004)                     | Melhor posição |
| ------------------------------ | -------------- |
| Estados Unidos Hot Latin Songs | 4              |

## Versão de Rouge
O girl group brasileiro Rouge fez uma versão para a canção, intitulada Pá Pá Lá Lá", presente no terceiro álbum das meninas, Blá Blá Blá (2004). A versão foi escrita e produzida por Rick Bonadio, e lançada como quarto single oficial no final de novembro de 2004. Lançada como último single do álbum, o grupo foi a diversos programas de TV, como Sabadaço, Superpop, Boa Noite Brasil, Show do Tom, entre outros. Além disso, o grupo também cantou a canção na Blá Blá Blá Tour (2004), na Mil e Uma Noites Tour (2005) e na Turnê Rouge 15 Anos (2018).

### Composição
|                                                    | "Pá Pá Lá Lá" Trecho de 25 segundos de "Pá Pá Lá Lá". |
| Problemas para escutar este arquivo? Veja a ajuda. |                                                       |

A versão de "Algo Tienes", intitulada "Pá Pá Lá Lá", foi escrita e produzida por Rick Bonadio, trazendo os mesmos elementos da canção original, com algumas batidas mais "brasileiras." A canção começa com Karin falando que não está se sentindo normal, e que algo está acontecendo, enquanto Fantine fala que enlouqueceu, e que a pessoa a faz perder o controle. O refrão traz Karin com a voz principal, cantando, "Tua força me domina, Eu grito "pá pá pá pá lá lá lá lá... Teu olhar me hipnotiza Eu sinto "pá pá pá pá lá lá lá lá..."

### Divulgação
Mesmo sem videoclipe para divulgar, as meninas seguiram num ritmo intenso para divulgar a canção, participando de habituais programas de TV, como  Sabadaço, Superpop, Boa Noite Brasil, Show do Tom, Charme, entre outros. Além disso, o grupo também cantou a canção na Blá Blá Blá Tour (2004), na Mil e Uma Noites Tour (2005) e na Turnê Rouge 15 Anos (2018).